# Красильников, Игорь Михайлович
И́горь Миха́йлович Краси́льников (род. 25 ноября 1952 года) — российский композитор, пианист и педагог — пропагандист электронного музыкального творчества, ведущий российский эксперт в области электронной музыки, создатель новых учебных дисциплин «Клавишный синтезатор», «Ансамбль клавишных синтезаторов», «Студия компьютерной музыки» для детских школ искусств и учреждений дополнительного образования; член Союза композиторов России (1979), доктор педагогических наук (2007), профессор Московского института открытого образования, ведущий научный сотрудник Федерального государственного научного учреждения «Институт художественного образования» Российской Академии Образования, главный редактор журналов «Музыка и электроника» и «СИНTerra», член редакционных советов журналов «Педагогика искусства» и «Музыка в школе», председатель жюри Международного конкурса творчества «Музыка и электроника», Всероссийского конкурса электронного музыкального творчества детей и юношества «СИНTerra», региональных конкурсов электронного музыкального творчества детей и юношества в Москве, Иванове, Ижевске, Красноярске, Мытищах, Новотроицке, Новочебоксарске, Сыктывкаре, Тольятти, Ярославле.

## Биография
И. М. Красильников родился 25 ноября 1952 года в Одессе.
В 1976 году с отличием окончил Московскую государственную консерваторию имени П. И. Чайковского по классам композиции (у профессора Е. К. Голубева) и фортепиано (учился у профессоров Л. Н. Оборина и М. С. Воскресенского).
В 1979 году И. М. Красильников с отличием окончил ассистентуру-стажировку по классу композиции (у профессора Е. К. Голубева).
С 1979 года — член Союза композиторов СССР, а с 1990 года — член Союза композиторов России.
Преподавал инструментовку в Московской консерватории (1979 — 1987), а также вёл класс фортепиано в Московском государственном открытом педагогическом университете им. М. А. Шолохова (1992—1996).
С 1997 года — кандидат педагогических наук. Тема кандидатской диссертации: «Музыкально-творческое развитие младших школьников в процессе обучения игре на клавишных синтезаторах (кибордах)».
С 2007 года — доктор педагогических наук. Тема докторской диссертации: «Электронное музыкальное творчество в системе художественного образования».
Главной проблемой современной педагогики, с которой она пока справляется плохо, является воспитание творчески и нравственно развитой личности. Причина тому – недостаточное внимание в школе к предметам художественного цикла, которые являются единственными, способными обеспечить решение данной проблемы... Я вполне понимаю Кабалевского, который десятилетия своей жизни отдал педагогике, принеся ей в жертву свои музыкально-творческие проекты. Кстати, Дмитрия Борисовича считаю крёстным отцом своего педагогического творчества – именно он предложил мне серьёзно заняться сферой массового музыкального образования. Памяти Кабалевского посвящён мой струнный квартет №2.

## Научно-педагогическая деятельность
Область научных интересов И. М. Красильникова связана с проблемой развития электронного музыкального творчества в системе художественного образования. По данной тематике им опубликовано свыше 240 научных и методических работ.
На курсах подготовки преподавателей по классу клавишного синтезатора и студии компьютерной музыки, проведённых И. М. Красильниковым в 38 городах России, прошли обучение несколько тысяч работников художественного образования:
Авторская методика приобщения учащихся к электронному музыкальному творчеству доказала свою эффективность и получила широкое распространение в педагогической практике. Классы и отделения разработанных Красильниковым учебных дисциплин в музыкальных школах, школах искусств и других учреждениях дополнительного музыкального образования стали открываться по всей стране. И сегодня на основе методики Красильникова осуществляется обучение в нескольких тысячах подобных учреждений.
Абсолютное большинство педагогов, ведущих сегодня в России занятия по классу электронных инструментов, — это либо ученики И. М. Красильникова, либо ученики его учеников.
Кроме композиции, И. Красильников много внимания уделяет проблемам внедрения электронного музыкального творчества в массовое музыкальное образование. Он автор многих и многих статей по этой тематике. Под его редакцией создана «Программа» по обучению игре на синтезаторе для музыкальных учебных заведений.
За большой вклад в развитие отечественной музыкальной культуры и педагогики И. М. Красильников был награждён Почетной грамотой Министерства образования и науки Российской Федерации (2011 г.), Почетной грамотой Российской Академии образования (2012 г.), Золотой медалью Союза Московских композиторов (2012 г.), а также Почётными грамотами руководства Российского государственного профессионально-педагогического университета, Управлений культуры различных регионов России и других профильных организаций.
И. М. Красильников представляет Россию на крупнейших международных конференциях, посвящённых различным вопросам и проблемам музыкальной педагогики.

## Основные научные труды

### Монографии
- Электронное музыкальное творчество в системе художественного образования. — Дубна: Феникс+, 2007. — 31 п.л.;
- Методика обучения игре на клавишном синтезаторе. — М.: Библиотечка ж. «Искусство в школе», 2007. — 10 п.л.; 2-е и 3-е изд., испр. и доп. — М.: Экон-Информ, 2009, 2011.
- Студия компьютерной музыки: методика обучения. — М.: Экон-Информ, 2011. — 12 п.л.
- Синтезатор и компьютер в музыкальном образовании (проблемы педагогики электронного музыкального творчества). — М.: Библиотечка ж. Искусство в школе, 2002; 2-е издание 2004. — 7 п.л.;
- Хроники музыкальной электроники. — М.: Экон-Информ, 2010. — 8 п.л. и др.

### Учебные и методические пособия
- Школа игры на синтезаторе: Учебно-методическое пособие. — М.: ВЛАДОС, 2005. — 25,5 п.л. (соавторы — Алемская А. А., Клип И. Л.);
- Электронное музыкальное творчество в общеобразовательной школе (младшие классы): Учебно-методическое пособие. — М.: Ижица, 2004. — 12 п.л. (соавтор — Глаголева Н. А.);
- Учусь аранжировке: Пьесы для синтезатора: Учебное пособие для учащихся средних классов. — М.: Классика — XXI , 2005. — 8,5 п.л. (соавтор — Лискина Е. Е.);
- Произведения для ансамбля синтезаторов. Учебное пособие для учащихся младших и средних классов. — М.: Музыка и электроника, 2006. — 7 п.л. (соавтор — Кузьмичева Т. А.) и др.;
- Учебно-методический комплекс «Электронное музыкальное творчество» для учащихся 5-9-х классов общеобразовательной школы (учебники, рабочие тетради, методическое пособие, цифровые образовательные ресурсы. — 2008. — 30 п.л. (соавтор Д. А. Семёнова)[12] и др.

### Образовательные программы
- Примерные программы по учебным дисциплинам «Клавишный синтезатор», «Ансамбль клавишных синтезаторов», «Студия компьютерной музыки» для детских музыкальных школ, музыкальных отделений школ искусств. — М.: Министерство культуры Российской Федерации. Научно-методический центр по художественному образованию, 2002. — 3,5 п.л.;
- Клавишный синтезатор // Программы дополнительного художественного образования детей. — М.: «Просвещение», 2005. — 1,4 п.л.;
- Ансамбль клавишных синтезаторов // Программы дополнительного художественного образования детей. — М.: «Просвещение», 2005. — 0,8 п.л.;
- Студия компьютерной музыки // Программы дополнительного художественного образования детей. — М.: «Просвещение», 2005. — 1,9 п.л.;
- Человек-оркестр (музицирование на клавишном синтезаторе) // Программы дополнительного художественного образования детей в каникулярное время. — М.: «Просвещение», 2007. — 0,4 п.л. и др.;

### Статьи в журналах и сборниках
- Музыкальная культура и образование: актуальные проблемы взаимодействия // Искусство и образование. — М., 1999 / № 4. — 1,7 п.л.;
- Интонационная концепция музыкальности и модель дополнительного музыкального образования // Искусство в школе. — М., 2000 / № 1, 2, 4. — 1,9 п.л.
- Музыкальное обучение на основе цифрового инструментария // Педагогика. — М., 2006 / № 6. — 0,8 п.л.;
- Стереофонический склад фактуры как сущностное свойство электронной музыки // Музыковедение, 2011 / № 7. — 0,3 п.л.;
- Педагогика цифровых искусств — новое направление развития теории и практики художественного образования // Проблемы современного образования, 2011 / № 6. — 1,3 п.л.[13] и др.

## Исполнительское творчество
И. М. Красильников выступал с сольными концертами фортепианной музыки в Москве, Берлине, Халле и других городах. Записал большое количество произведений композиторов XX века в фонд радио в Москве и компакт-диск фортепианной музыки в Берлине
Исполнительское мастерство Красильникова сочетает изящество пианизма, утончённую манеру интонирования с блестящей виртуозной техникой, мощью звучностей, бесконечными градациями выразительности. Трактовка исполняемых им сочинений поражает глубокой интерпретацией образно-поэтической сферы сочинения, философским прочтением композиторского замысла, сосредоточенностью.
И. М. Красильников выступает также с авторскими концертами музыки для клавишного синтезатора.

## Композиторское творчество
И. М. Красильников является автором 45-и опусов музыкальных произведений — оркестровых, камерных, вокальных, хоровых.
Сочинения композитора Красильникова характеризует яркая эмоциональность, рельефность музыкальных образов, проникновенная мелодика, достигающая самого сердца и остающаяся в памяти. Его композиторскому почерку свойственно мастерское использование богатейших ресурсов музыкальной выразительности современности, где музыкальный язык соединяет в себе как новаторские тенденции, так и органичный сплав традиций многовековой истории музыки.
Многогранное творчество композитора Игоря Михайловича Красильникова органично вписывается в культуру современности.  Но при этом музыка его – одухотворенная, словно «ностальгирующая» по лучшим временам, — живет словно вне времени. Видимо, сочиняя её, автор вовсе не думал о кратковременных модных течениях, а думал о вечном… 
Композиторов, говорящих своим собственным голосом немного, и Игорь Красильников из их числа… «Мы показали концерт в двух отделениях с разными сочинениями одного композитора, и они все очень достойны, - сказал после одного из концертов Н.Н. Некрасов / народный артист СССР, профессор /. — Думаю, что эти сочинения непременно войдут в репертуар русского народного оркестра. К творчеству И. Красильникова обязательно будут обращаться следующие поколения музыкантов. Я убежден в этом».
Слушая яркие изобразительные произведения автора, понимаешь, что И. М. Красильников является продолжателем русской традиционной композиторской школы и таких мастеров как композиторы «Могучей кучки», Н. А. Римский-Корсаков и А. К. Лядов. Он замечательный мелодист. Вновь услышанные мелодии сразу запоминаются и потом возникают в памяти, поднимают настроение. Хочется сказать об И. М. Красильников, что он превосходный интрументовщик. Он знает и чувствует душу каждого инструмента. От того-то и возникает ощущение гармонии, красоты, полноты и разнообразия в каждом произведении.
Симфоническое мышление автора определяет тщательность проработки деталей и придаёт звучанию народного оркестра глубину и многоплановость. Сложный современный язык с использованием переменных размеров, диссонансов индивидуализирует звучание, нисколько не утяжеляя его. Даже применение синтезатора в «Причудах» (в исполнении автора) не создаёт впечатления чужеродности. «Симфониетта на русские темы» в 4 частях даёт возможность услышать не только традиционные группы оркестра, но и множественные сольные партии — гуслей, гармоник или контрабасов. Убеждаешься, что композитор знает оркестр досконально и даёт ему возможность выступить на пределе художественных возможностей — от блестящего, яркого, фееричного звучания до изысканно мягкого, светлого, волнующего душу.
Произведения И. М. Красильникова являются предметом научного анализа:
В симфониетте И.М. Красильникова представлен оригинальный образец органичного взаимодействия фольклора и инвариантных особенностей жанра симфонии. Используя выразительные возможности большого оркестра русских народных инструментов, особенности современного музыкального формообразования, композитор реализовал оптимистическую концепцию надежды на светлое будущее —- в единстве человека и природы.
Произведения для симфонического оркестра:
- Симфонии: № 1, № 2 по мотивам повести В. Астафьева «Пастух и пастушка», № 3 «Русь-988»
- Симфониетта
- «Зовы дальних миров» — симфонический цикл
- «Драматическая поэма»
- «Русская рапсодия»
- Концерт для фортепиано с оркестром
- Концерт для скрипки с оркестром
- 3 увертюры и др.

Произведения для оркестра русских народных инструментов:
- «Симфониетта на русские темы»
- «Старинные мелодии» — сюита в трех частях
- «Четыре фотографии из старого семейного альбома» — сюита в четырёх частях
- «Простая музыка» — сюита в четырёх частях
- «Сказочные образы» — сюита в шести частях
- «Сказка»
- Романс и юмореска
- «Две восточные зарисовки»
- «Два вальса в старинном стиле»
- «Русская увертюра» и др.

Произведения для духового оркестра:
- Партита

Камерные произведения:
- Адажио для струнных
- Струнные квартеты № 1 «Донские песни», № 2 памяти Д. Б. Кабалевского
- «У развалин древнего храма» для гитары и струнного квартета
- Соната для альта соло, «Полифоническая сюита» для фагота соло, «Пейзаж с пингвинами, чайками и айсбергом в тумане» для гобоя соло, «Пять брянских песен» для гобоя, кларнета и фагота и другие произведения для различных инструментов и ансамблей
- Соната, Сонатина, Вариации, Семь прелюдий, Двадцать пять пьес, «Пять песен без слов» для фортепиано
- Хорал для органа
- Вокальный цикл «Шесть стихотворений Евгения Баратынского» и др.

Хоровые произведения:
- «Евангельские строки» для женского хора
- «От весны до весны» — кантата
- «Пейзажи» — сюита и другие произведения для детского хора

Произведения для детей:
- 25 песен
- «Пять лубочных картинок» для фортепиано, «Три фигурки из конструктора» для скрипки и фортепиано, 3 пьесы для валторны и фортепиано и другие инструментальные пьесы
- 30 произведений для клавишного синтезатора, более 400 опубликованных обработок и аранжировок классических, народных и современных произведений для электронных музыкальных инструментов и др.

Ряд произведений И. М. Красильникова отмечены на национальных конкурсах: «Симфониетта на русские темы» для оркестра русских народных инструментов — первая премия в 1978 году, Симфония № 1 — первая премия в 1980 году, струнный квартет № 1 «Донские песни» — диплом в 1985 году на международном фестивале в Москве.
Сочинения И. М. Красильникова были публично исполнены в России и СНГ, а также — в Германии, Финляндии, Венгрии, Португалии, Франции, Голландии, Нидерландах, Дании, Великобритании и других странах. Некоторые — многократно. Например, струнный квартет № 1 «Донские песни» исполнялся пятью профессиональными коллективами, симфонический цикл «Зовы дальних миров» — тремя.
Оркестровыми сочинениями композитора дирижировали: Б. С. Ворон, В. П. Гусев, И. Б. Гусман, Б. А. Диев, В. Б. Дударова, Н. Н. Калинин, Д. Г. Китаенко, С. М. Колобков, Э. С. Маковский, Ф. Ш. Мансуров, Г. И. Мустя, Н. Н. Некрасов, Л. В. Николаев, В. А. Понькин, Г. П. Проваторов, В. Ю. Раппопорт, Э. А. Серов, В. С. Синайский, П. Ш. Сорокин, В. И. Федосеев, И. И. Чалышев, Г. Н. Черкасов, А. В. Шлячков, П. А. Ядых и др.
Сочинения для детского хора И. М. Красильникова исполняли коллективы под управлением Т. В. Кулеминой, М. Г. Обшадко, А. С. Пономарева, В. С. Попова, Л. К. Сивухина. Среди камерных составов и исполнителей-солистов музыки Красильникова — квартет им. Чайковского, Глазунов-квартет, Московский струнный квартет, А. Е. Винницкий (скрипка), М. С. Воскресенский (фортепиано), А. Ю. Клечевский (фагот), А. П. Мартынов (тенор), А. В. Рязанов (гобой) и другие коллективы и солисты.
Музыка Игоря Красильникова многократно звучала по центральным советским и российским каналам радио, транслирующим на Россию и многие зарубежные страны. На Радио России прошли передачи, целиком посвященные его творчеству. Оркестровые произведения звучали по радио Германии (Прелюдия) и Нидерландов (Симфония № 3).
Большое количество сочинений Красильникова выпущено издательствами: «Советский композитор», «Композитор», «Музыка», «Владос», «Классика-XXI», «Дека-ВС», МГИМ им. А. Г. Шнитке, «Supraphon» (Чехословакия), «Neue Musik» (Германия) и др.
И. М. Красильниковым написана музыка к кинофильмам (16), спектаклям (5) и компьютерным играм (3).
Среди кинофильмов, мультфильмов и компьютерных игр, музыку к которым написал И. М. Красильников:
- Лабиринт (1979)
- Праздник фонарей (1980)
- Как я был вундеркиндом (1983)
- Летние впечатления о планете Z (1986)
- Наваждение (1989)
- Анютины глазки и барские ласки (1990)
- Синица, роща и огонь (1991)
- В стране бобберов. Гомункулус (1991)
- Скажи, Юпитер! (1992)
- Укрощение строптивой (1993)
- Юлий Цезарь (1994)
- Морские легенды (1996)
- Аллоды: Печать тайны (1998)
- Аллоды II: Повелитель душ (1999)
- Мальчик-Чапайчик (2012)
- Три фараона (2013)
- Во саду ли, в огороде (2013) и другие